# Barrama
Barrama es un género es un género de polilla monotípico perteneciente a la familia Geometridae. Fue descrita por primera vez por William Warren en 1897. Su única especie, Barrama impunctata, se encuentra con endemismo en Sudáfrica. Su nombre deriva de barrama (en hebreo), que significa alturas o, lo más elevado.

## Descripción
Las alas anteriores son blanquecinas, teñidas, especialmente hacia la costa, de color fusco ocre pálido. Cuenta con una línea exterior grisácea en dos tercios y un pequeño punto celular negruzco con una hilera de puntos marginales oscuros que se pierden en los adultos mayores. El fleco es grisáceo. Las alas posteriores son más pálidas, con la línea marcadamente curvada y a menudo muy poco visible. La cabeza, tórax y abdomen son de color gris fusco pálido.
Tiene cierta relación con especies del género Rambara, aunque las alas cuentan con escamas más gruesas, no hialinas. El abdomen no es alargado. Las tibias posteriores del macho no son engrosadas como en Rambara, son delgadas, con solamente los espolones terminales. Las antenas de los machos son subserradas, con fascículos de cilios muy finos.